# L'Île aux trente cercueils (mini-série)
Pour les articles homonymes, voir L'Île aux trente cercueils (homonymie).
L'Île aux trente cercueils est une mini-série en coproduction française-belgo-suisse en six épisodes de 52 minutes, librement adaptée du roman L'Île aux trente cercueils de Maurice Leblanc, avec Claude Jade dans le rôle principal. Elle est diffusée du 21 septembre, au 6 octobre 1979 sur Antenne 2, puis rediffusée en juin 1989 sur La Cinq, ainsi que du 1er juin au 28 août 1996 sur Arte, du 21 mars au 1er avril 1997 sur La Cinquième et sur LCP en 2024 et en avril 2025.
Au Québec, elle a été diffusée à partir du 21 décembre 1979 à la Télévision de Radio-Canada,.

## Synopsis
L'action se déroule en 1917. Véronique d'Hergemont (Claude Jade) est une jeune femme de trente-cinq ans, devenue infirmière à l'hôpital militaire de Besançon dans l'espoir d'oublier un passé qui la hante depuis quatorze ans. En effet, elle ne peut se pardonner la mort de son père et de son fils François, disparus en mer. Leur mort est en effet pour elle le châtiment pour avoir, contre la volonté de son père, épousé le comte Vorski. Après avoir compris que son propre père a enlevé l'enfant pour le protéger, elle fuit Vorski, qui s'est entre-temps révélé être un dangereux mythomane, persuadé d'être appelé à un destin grandiose.
Ce passé tragique rattrape Véronique d'Hergemont lorsqu'elle découvre sa signature personnelle (V d'H) dans un film projeté à Besançon. Bouleversée, car sachant que personne, hormis elle, son père et Vorski ne connaissait cette signature, elle entreprend des recherches en Bretagne. Ses recherches la conduisent sur la piste de son père et de son fils qui, alors que tout le monde les croyait morts, s'étaient réfugiés sur l'île de Sarek, plus connue dans la région comme l'Île aux trente cercueils. Dès son arrivée, le cauchemar commence…
Des messages énigmatiques, une prophétie effrayante, la terreur superstitieuse des habitants de l'île et des morts brutales… Véronique se retrouve bientôt seule sur l'île, sans moyen de s'enfuir, jusqu'à ce qu'elle découvre la vérité : Vorski, que l'on avait déclaré mort, est sur l'île. C'est lui qui a tout manigancé dans le but de s'approprier le fabuleux trésor de Sarek, la légendaire Pierre-Dieu, mais aussi pour se venger de Véronique…

## Distribution
- Claude Jade : Véronique d'Hergemont
- Jean-Paul Zehnacker : le comte Alexis Vorski
- Yves Beneyton : Philippe Maroux
- Georges Marchal : Antoine d'Hergemont
- Pascal Sellier : François/Éric
- Julie Philippe : Elfriede
- Marie Mergey : Honorine
- Peter Semler : Otto
- Jean-René Gossart : Conrad
- Dominique Marcas : Sidonie Archignat
- Edith Perret : Gertrude Archignat
- Perette Thevenon : Clémence Archignat
- Armand Babel : Corréjou
- Jean Le Mouël : LeGoff
- Jean-Claude Jay : le médecin-chef
- Jean Bollery : le capitaine Lefore, du service des renseignements
- Jean-Pierre Moreux : Joseph, le valet
- Paula Dehelly : la mère supérieure
- Paul Rieger : le garde-champêtre

## Fiche technique
- Scénario et dialogues : Robert Scipion d'après le roman éponyme de Maurice Leblanc
- Réalisation : Marcel Cravenne
- Musique : David Aubriand et Karl-Heinz Schäfer
- Cascades nautiques supervisées par Gérard d'Aboville

## Tournage
Le film a été tourné dans les départements de 
- Morbihan
  - Portivy, Saint-Pierre-Quiberon
  - Château de Kéran à Arradon
  - Château de Kerherneigan à Crac'h
  - Île-aux-Moines
  - Île Irus
- Seine-et-Marne
  - Château de Champs-sur-Marne

## Épisodes
1. Premiers Mystères
2. Retour aux Sources
3. La Prédiction
4. François
5. Jumeaux
6. Chantage

## Commentaires
Un changement important est introduit par rapport au roman : dans le roman, c'est Arsène Lupin, héros habituel de Maurice Leblanc, qui apparaît successivement sous les traits d'un vieux druide, puis de Don Luis Perenna, grand d'Espagne, pour voler au secours de Véronique d'Hergemont. Arsène Lupin est en revanche totalement absent dans l'adaptation télévisée, Robert Scipion ayant décrété que son rôle n'avait pas d'intérêt car il apparaît très tardivement dans le récit et n'a qu'un rôle secondaire.

## Critiques
« […] Dans cette œuvre fantastique, Maurice Leblanc n'a pas résisté au désir de faire intervenir son fameux gentleman-cambrioleur, Arsène Lupin, qui traversait, alors, du fait de son créateur, une période patriotique (le Triangle d'or). Les téléspectateurs ne verront pas, autant les prévenir tout de suite, Arsène Lupin dans le feuilleton de six heures, adapté par Robert Scipion, de l’Île aux trente cercueils, et réalisé par Marcel Cravenne. Comme il n'arrive qu'au dernier tiers du roman pour dénouer, en tours de passe-passe et grands discours, une intrigue ténébreuse, dont Véronique et son persécuteur dément sont les véritables protagonistes. Robert Scipion et Marcel Cravenne ont jugé qu'on ne pouvait pas introduire une telle « vedette » à la sixième heure seulement. Les lecteurs admirateurs de Maurice Leblanc et de Lupin ont, d'ailleurs, toujours été divisés sur l'utilité de sa présence dans l'Île aux trente cercueils. »

— Jacques Siclier dans Le Monde du 17 septembre 1979

« […] Aidé par le charme diaphane de Claude Jade, parfaite Véronique d'Hergemont, et des extérieurs dont il a su mettre en valeur la poésie fantastique, Marcel Cravenne signa l'un des grands feuilletons populaires de la télévision française, dont les six épisodes furent diffusés en 1979. Heureux temps ! »

— Le Monde du 1er mai 1994